# Bundestagswahlkreis Hamburg-Eimsbüttel
Der Bundestagswahlkreis Hamburg-Eimsbüttel (Wahlkreis 20) ist ein Wahlkreis in Hamburg für die Wahlen zum Deutschen Bundestag. Er umfasst den Bezirk Hamburg-Eimsbüttel. Bei der vergangenen Bundestagswahl waren 193.823 Einwohner wahlberechtigt.

## Geschichte
Der Wahlkreis war bei der Bundestagswahl 1949 die Nummer 1 der Hamburger Wahlkreise und danach die Nummer 17. Von 1965 bis 1998 hatte er die bundesweite Nummer 14. Bei den Bundestagswahlen 2002 bis 2009 trug er die Wahlkreisnummer 21, seit 2013 hat er die 20. Der Wahlkreis hieß bei den Wahlen 1949 bis 1961 Hamburg III und bei den Wahlen 1965 bis 1976 Eimsbüttel.
Das Wahlkreisgebiet umfasste ursprünglich den Bezirk Hamburg-Eimsbüttel ohne die Stadtteile Rotherbaum und Harvestehude, die an den Wahlkreis Hamburg I, und ohne den Stadtteil Hoheluft-West, der an den Wahlkreis Hamburg IV ging bzw. gingen, aber ergänzt um die Stadtteile Altona-Nord/Ost und Altona-Nord/Nord aus dem Bezirk Hamburg-Altona. Vor der Bundestagswahl 1965 wurden die Wahlkreise neu zugeschnitten. Seitdem besteht das Wahlkreisgebiet aus dem gesamten Bezirk Hamburg-Eimsbüttel.
2008 wurde unter anderem aus Gebiet des Bezirks Eimsbüttel der neue Hamburger Stadtteil Hamburg-Sternschanze im Bezirk Altona gebildet. Zur Bundestagswahl 2009 fand diese Änderung noch keine Berücksichtigung beim Zuschnitt der Wahlkreise, erst zur Wahl 2013 wechselte das entsprechende Gebiet auch in den Wahlkreis Hamburg-Altona.

## Wahlkreisabgeordnete

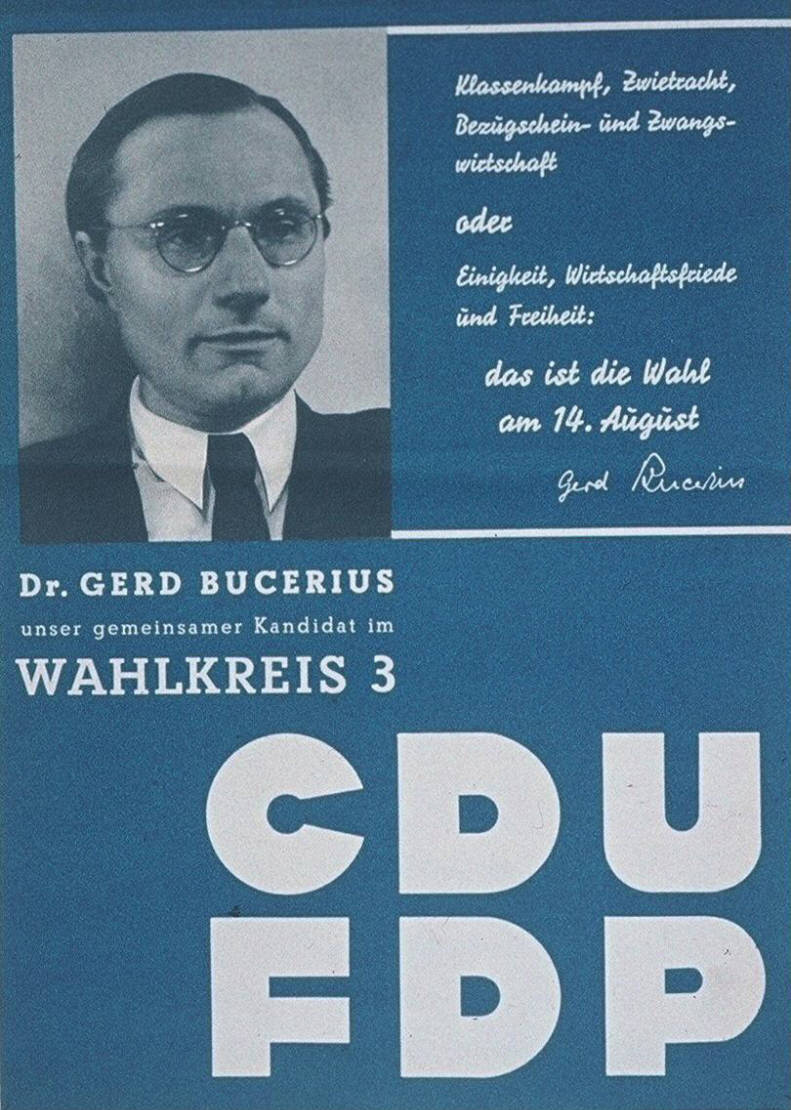
Bundestagswahlplakat 1949

| Wahl | Abgeordneter | Abgeordneter     | Partei | Stimmen in % |
| ---- | ------------ | ---------------- | ------ | ------------ |
| 1949 |              | Gerd Bucerius    | CDU    | 37,6         |
| 1953 |              | Fritz Becker a   | DP     | 47,7         |
| 1957 |              | Peter Blachstein | SPD    | 47,6         |
| 1961 | 47,9         | Peter Blachstein | SPD    |              |
| 1965 | 47,1         | Peter Blachstein | SPD    |              |
| 1969 |              | Wilhelm Nölling  | SPD    | 55,9         |
| 1972 | 58,7         | Wilhelm Nölling  | SPD    |              |
| 1976 |              | Peter Paterna    | SPD    | 52,2         |
| 1980 | 52,5         | Peter Paterna    | SPD    |              |
| 1983 | 49,2         | Peter Paterna    | SPD    |              |
| 1987 | 41,5         | Peter Paterna    | SPD    |              |
| 1990 | 43,5         | Peter Paterna    | SPD    |              |
| 1994 |              | Angelika Mertens | SPD    | 40,9         |
| 1998 | 50,0         | Angelika Mertens | SPD    |              |
| 2002 | 51,3         | Angelika Mertens | SPD    |              |
| 2005 |              | Niels Annen      | SPD    | 45,1         |
| 2009 |              | Rüdiger Kruse    | CDU    | 31,1         |
| 2013 |              | Niels Annen      | SPD    | 37,5         |
| 2017 | 31,6         | Niels Annen      | SPD    |              |
| 2021 |              | Till Steffen     | GRÜNE  | 29,8         |
| 2025 | 27,8         | Till Steffen     | GRÜNE  |              |

## Wahlergebnisse

### Bundestagswahl 2025
| Kandidaten                                             | Kandidaten                         | Parteien/Listen     | Erststimmen | Erststimmen | Zweitstimmen | Zweitstimmen |
| Kandidaten                                             | Kandidaten                         | Parteien/Listen     | Stimmen     | %           | Stimmen      | %            |
| ------------------------------------------------------ | ---------------------------------- | ------------------- | ----------- | ----------- | ------------ | ------------ |
|                                                        | Wolfgang Walter Schmidt            | SPD                 | 42.720      | 26,0        | 36.884       | 22,3         |
|                                                        | Till Benjamin Steffengewählt im WK | GRÜNE               | 45.766      | 27,8        | 39.549       | 24,0         |
|                                                        | Roland Heintze                     | CDU                 | 34.476      | 20,9        | 33.328       | 20,2         |
|                                                        | Ria Irmtraut Claudia Schröder      | FDP                 | 6.658       | 4,0         | 8.099        | 4,9          |
|                                                        | Nikolai Drews                      | Die Linke           | 20.727      | 12,6        | 23.991       | 14,5         |
|                                                        | Alexander Herbert Wolf             | AfD                 | 12.671      | 7,7         | 12.450       | 7,5          |
|                                                        | —                                  | Tierschutzpartei    | –           | –           | 1.319        | 0,8          |
|                                                        | —                                  | Die PARTEI          | –           | –           | 633          | 0,4          |
|                                                        | Jan Timon Schacker                 | FREIE WÄHLER        | 1.554       | 0,9         | 472          | 0,3          |
|                                                        | —                                  | Volt                | –           | –           | 2.703        | 1,6          |
|                                                        | —                                  | MLPD                | –           | –           | 66           | 0,0          |
|                                                        | —                                  | BÜNDNIS DEUTSCHLAND | –           | –           | 166          | 0,1          |
|                                                        | —                                  | BSW                 | –           | –           | 5.377        | 3,3          |
| Gesamt                                                 | Gesamt                             | Gesamt              | 164.572     | 100         | 165.037      | 100          |
|                                                        |                                    |                     |             |             |              |              |
| Ungültige Stimmen                                      | Ungültige Stimmen                  | Ungültige Stimmen   | 1.139       | 0,7         | 674          | 0,4          |
| Wähler                                                 | Wähler                             | Wähler              | 165.711     | 85,1        | 165.711      | 85,1         |
| Wahlberechtigte                                        | Wahlberechtigte                    | Wahlberechtigte     | 194.724     |             | 194.724      |              |
|                                                        |                                    |                     |             |             |              |              |
| Quellen: Die Bundeswahlleiterin, Kandidaten – Ergebnis |                                    |                     |             |             |              |              |

### Bundestagswahl 2021
| Kandidaten                                             | Kandidaten                | Parteien/Listen   | Erststimmen | Erststimmen | Zweitstimmen | Zweitstimmen |
| Kandidaten                                             | Kandidaten                | Parteien/Listen   | Stimmen     | %           | Stimmen      | %            |
| ------------------------------------------------------ | ------------------------- | ----------------- | ----------- | ----------- | ------------ | ------------ |
|                                                        | Rüdiger Kruse             | CDU               | 27.462      | 17,2        | 23.843       | 14,9         |
|                                                        | Niels Annen               | SPD               | 47.375      | 29,6        | 44.911       | 28,0         |
|                                                        | Till Steffengewählt im WK | GRÜNE             | 47.734      | 29,8        | 47.983       | 29,9         |
|                                                        | Żaklin Nastić             | DIE LINKE         | 11.351      | 7,1         | 10.847       | 6,8          |
|                                                        | Carolin Hümpel            | FDP               | 12.957      | 8,1         | 18.190       | 11,3         |
|                                                        | Marc Cremer-Thursby       | AfD               | 5.450       | 3,4         | 5.662        | 3,5          |
|                                                        | Martin Sommer             | Die PARTEI        | 2.334       | 1,5         | 1.358        | 0,8          |
|                                                        | –                         | Tierschutzpartei  | –           | –           | 1.682        | 1,0          |
|                                                        | Alexander Feltz           | FREIE WÄHLER      | 998         | 0,6         | 761          | 0,5          |
|                                                        | Hannes Lincke             | ÖDP               | 450         | 0,3         | 235          | 0,1          |
|                                                        | –                         | V-Partei³         | –           | –           | 139          | 0,1          |
|                                                        | –                         | NPD               | –           | –           | 53           | 0,0          |
|                                                        | Uwe Wagner                | MLPD              | 137         | 0,1         | 47           | 0,0          |
|                                                        | –                         | DKP               | –           | –           | 100          | 0,1          |
|                                                        | Inke Meyer                | dieBasis          | 2.400       | 1,5         | 1.895        | 1,2          |
|                                                        | –                         | BÜNDNIS21         | –           | –           | 42           | 0,0          |
|                                                        | –                         | du.               | –           | –           | 188          | 0,1          |
|                                                        | –                         | LKR               | –           | –           | 24           | 0,0          |
|                                                        | –                         | Die Humanisten    | –           | –           | 149          | 0,1          |
|                                                        | –                         | PIRATEN           | –           | –           | 500          | 0,3          |
|                                                        | –                         | Team Todenhöfer   | –           | –           | 850          | 0,5          |
|                                                        | Sören Horn                | Volt              | 1.391       | 0,9         | 906          | 0,6          |
| Gesamt                                                 | Gesamt                    | Gesamt            | 160.039     | 100         | 160.365      | 100          |
|                                                        |                           |                   |             |             |              |              |
| Ungültige Stimmen                                      | Ungültige Stimmen         | Ungültige Stimmen | 931         | 0,6         | 605          | 0,4          |
| Wähler                                                 | Wähler                    | Wähler            | 160.970     | 83,0        | 160.970      | 83,0         |
| Wahlberechtigte                                        | Wahlberechtigte           | Wahlberechtigte   | 193.823     |             | 193.823      |              |
|                                                        |                           |                   |             |             |              |              |
| Quellen: Die Bundeswahlleiterin, Kandidaten – Ergebnis |                           |                   |             |             |              |              |

### Bundestagswahl 2017
Zur Bundestagswahl 2017 am 24. September wurden 9 Direktkandidaten und 16 Landeslisten zugelassen.
| Direktkandidat  | Partei           | Erststimmen in % | Zweitstimmen in % |
| --------------- | ---------------- | ---------------- | ----------------- |
| Niels Annen     | SPD              | 31,6             | 22,2              |
| Rüdiger Kruse   | CDU              | 28,7             | 26,9              |
| Anna Gallina    | GRÜNE            | 15,0             | 17,0              |
| Żaklin Nastić   | DIE LINKE        | 10,4             | 12,4              |
| Ria Schröder    | FDP              | 6,8              | 11,3              |
| Herbert Wolf    | AfD              | 5,7              | 5,9               |
| ‒               | NPD              | ‒                | 0,1               |
| ‒               | Die PARTEI       | ‒                | 1,6               |
| ‒               | FREIE WÄHLER     | ‒                | 0,2               |
| Benjamin Krohn  | ÖDP              | 0,6              | 0,3               |
| Mustafa Kurt    | MLPD             | 0,2              | 0,1               |
| ‒               | BGE              | ‒                | 0,4               |
| ‒               | DiB              | ‒                | 0,5               |
| ‒               | DKP              | ‒                | 0,1               |
| ‒               | Tierschutzpartei | ‒                | 0,8               |
| ‒               | V-Partei³        | ‒                | 0,2               |
| Marco Scheffler | Einzelbewerber   | 0,9              | ‒                 |

### Bundestagswahl 2013
Zur Bundestagswahl 2013 am 22. September wurden 10 Direktkandidaten und 13 Landeslisten zugelassen.
| Direktkandidat           | Partei         | Erststimmen in % | Zweitstimmen in % |
| ------------------------ | -------------- | ---------------- | ----------------- |
| Rüdiger Kruse            | CDU            | 33,3             | 31,0              |
| Niels Annen              | SPD            | 37,5             | 31,4              |
| Anna Gallina             | GRÜNE          | 13,0             | 15,6              |
| Burkhardt Müller-Sönksen | FDP            | 2,3              | 5,2               |
| Kersten Artus            | DIE LINKE      | 6,9              | 8,6               |
| Anne Alter               | PIRATEN        | 2,4              | 2,7               |
| Wolfgang Möller          | NPD            | 0,4              | 0,4               |
| ‒                        | RENTNER        | ‒                | 0,4               |
| ‒                        | ÖDP            | ‒                | 0,2               |
| ‒                        | MLPD           | ‒                | 0,0               |
| Günther Siegert          | AfD            | 2,8              | 3,7               |
| Gregor Voht              | FREIE WÄHLER   | 0,3              | 0,3               |
| ‒                        | Die PARTEI     | ‒                | 0,6               |
| Marco Scheffler          | Einzelbewerber | 1,0              | ‒                 |

### Bundestagswahl 2009
| Direktkandidat           | Partei                | Erststimmen in % | Zweitstimmen in % |
| ------------------------ | --------------------- | ---------------- | ----------------- |
| Danial Ilkhanipour       | SPD                   | 23,8             | 26,8              |
| Rüdiger Kruse            | CDU                   | 31,3             | 26,8              |
| Krista Sager             | Bündnis 90/Die Grünen | 25,9             | 18,4              |
| Burkhardt Müller-Sönksen | FDP                   | 8,4              | 13,4              |
| Herbert Schulz           | Die Linke             | 9,0              | 10,4              |
| Thorsten Schuster        | NPD                   | 0,7              | 0,6               |
| -                        | MLPD                  | –                | 0,1               |
| -                        | DVU                   | –                | 0,1               |
| -                        | ödp                   | –                | 0,3               |
| –                        | Piraten               | –                | 2,5               |
| -                        | RENTNER               | –                | 0,3               |
| Marco Scheffler          | Mensch macht Politik  | 1,0              | -                 |

### Bundestagswahl 2005
| Direktkandidat                     | Partei                | Erststimmen in % | Zweitstimmen in % |
| ---------------------------------- | --------------------- | ---------------- | ----------------- |
| Niels Annen                        | SPD                   | 45,1             | 37,3              |
| Wolfgang Beuß                      | CDU                   | 33,7             | 27,4              |
| Till Steffen                       | Bündnis 90/Die Grünen | 11,5             | 18,0              |
| Stephan Freiherr von Hundelshausen | FDP                   | 3,6              | 9,5               |
| Florian Wilde                      | Die Linke             | 4,4              | 6,1               |
| Peter Schäfer-Hansen               | NPD                   | 0,7              | 0,6               |
| –                                  | Die Tierschutzpartei  | –                | 0,6               |
| –                                  | Die Partei            | –                | 0,2               |
| –                                  | APPD                  | –                | 0,1               |
| –                                  | MLPD                  | –                | 0,0               |